# Бранко Росић
Бранко Росић (Београд, 1964) српски је новинар и писац. Аутор је неколико романа, а своје текстове објављује у многим домаћим и страним штампаним и он-лајн часописима. Заменик је главног уредника магазина Недељник. За изузетан допринос у промовисању и унапређењу културних веза између Србије и Велике Британије краљица Елизабета II одликовала га је Медаљом Британске Империје.

## Биографија
Бранко Росић рођен је 1964. године у Београду. Дипломирао је на Машинском факултету. У младости се бавио музиком и свирао бас-гитару у неколико београдских музичких бендова. Данас се бави новинарством и заменик је главног уредника магазина Недељник. Последњих година бави се списатељским радом и објавио је неколико књижевних дела.

### Музичка каријера
Музичку каријеру Бранко Росић започео је као бас-гитариста у панк бенду Урбана герила, а касније је свирао у бенду Viborg Dallas и у електро групи Berliner strasse, која је постојала до 1984. године. Један је од првих српских музичара који је дао интервју за чувени енглески музички часопис New Musical Express.

### Новинарски и књижевни рад
Као новинар Росић је објављивао текстове у часописима Плејбој, Космополитан, Max, Elle, Bazaar Srbija, L’Europeo, Национална географија, Б92 он-лајн, Fame, дневним новинама Прес (Press) и другим.  Био је сарадник на популарној књизи Лексикон Ју митологије (оригинални назив: Leksikon Yu mitologije) и главни је уредник публикације фестивала Егзит – 20 година ЕГЗИТ активизма. Ради као заменик главног уредника магазина Недељник.
Био је активан музички новинар и у свом портфолију има интервјуе са значајним личностима из поп културе са простора бивше Југославије. Посебно се може похвалити интервјуима са великанима светског рокенрола. Први је српски новинар који је добио интервју од енглеског музичара Морисија, а осим њега интервјуисао је и Стива Хакета (Џенезис), Јана Андерсона (Џетро Тал), Шарлин Спитери (Тексас), Јана Гилана (Дип Парпл), Жан Жак Бурнела (Стренглерс), као и познате књижевнике Тонија Парсонса, Фредерика Бегбедеа, Ју Несбеа и друге.
Почетком 21. века Росић је почео да се бави и књижевношћу. Своје дугогодишње новинарско искуство преточио је у романе чије теме су породичне драме, љубавне драме, трилер, политички трилери и друге.
Росић је познат као велики заљубљеник у Велику Британију и њену културу. За изузетан допринос у промовисању и унапређењу културних веза између Србије и Велике Британије краљица Елизабета II одликовала га је Медаљом Британске Империје (British Empire Medal - BEM). Краљ Чарлс III назвао га је својим колегом, односно – принцом, а бившем премијеру Уједињеног Краљевства Борису Џонсону наш саговорник представљен је као „панкер са маском новинара”.
Росић је познат и по својој љубави према животињама, што преноси кроз своја дела.

## Награде и признања
- Медаља Британске Империје (British Empire Medal - BEM)
- Повеља Удружења музичара џеза, забавне и рок музике[6]
- Награда Фондације Тање Петровић за 2023.[7]

## Дела
- Долазак матадора (Лагуна, 2022)
- Стевица Марковић: највећа прича о првом мангупу Београда и Југославије - биографија Стевице Марковића (Недељник, 2020)
- Ствари које Срби воле: обичаји и наслеђе - социолошка студија (Недељник, 2019)
- За сутра најављују коначно разведравање - роман (Лагуна, 2018)
- А тако је добро почело - роман (Лагуна, 2015)